# Isabel de Schleswig-Holstein-Sonderburg
Elisabeth de Schleswig-Holstein-Sonderburg (24 de septiembre de 1580-21 de diciembre de 1653 en Rügenwalde en Pomerania ) fue una mujer noble alemana. Fue duquesa de Schleswig-Holstein-Sonderburg por nacimiento y por matrimonio duquesa de Pomerania-Stettin.

## Biografía
Era hija del duque Juan II de Schleswig-Holstein-Sonderburg (1545-1622) y su primera esposa, Elisabeth de Brunswick-Grubenhagen (1550-1586). Sus padres se casaron el 10 de agosto de 1568 en Kolding.
Elisabeth se casó en 1615 con el duque Bogislao XIV de Pomerania. Residieron en Rügenwalde y después de 1625 en Stettin. Su hermana Sophia se casó con el duque Felipe II de Pomerania-Wolgast. Su hermana Anna era la segunda esposa del padre de Felipe II, el duque Bogislaw XIII.
Su matrimonio permaneció sin hijos. Después de la muerte del hermano de Bogislaw Ulrich en 1622, le prometieron el castillo de Rügenwalde como su asiento de viuda. Se mudó allí después de que Bogislaw muriera en 1637.
Su Wittum incluía la ciudad de Rügenwalde, con la que a menudo se peleaba durante su viudez. En Rügenwalde, supervisó la finalización del famoso "altar de plata"  y lo donó a la Iglesia de Santa María en Rügenwalde, donde permaneció hasta la Segunda Guerra Mundial.
Murió en Rügenwalde en 1653. Inicialmente fue enterrada en la iglesia del castillo de Rügenwalde, y luego se mudó a la tumba del rey Eric VII de Dinamarca en la iglesia de Santa María.